# ミッドナイトエンジェル ～世直し官能喫茶～
『ミッドナイトエンジェル 〜世直し官能喫茶〜』は、2011年2月25日にアース・スター・エンターテイメントから発売されたR15指定のOVである。この項目では、元になった漫画『史上最“胸”のウェートレスゆま 世直し官能喫茶』についても解説する。
キャッチコピーは『昼は最“胸”のウェイトレス、夜は最強の仕置き人−−−！』

## 概要
美人ウェイトレスが夜になると、女性の敵を懲らしめるヒロインとなって活躍する物語を描いたエロアクションコメディ。
2010年に週刊実話にて連載された元AV女優麻美ゆま原案の漫画作品『史上最“胸”のウェートレス・ゆま  世直し官能喫茶』が人気を博したことで、翌年の2011年に実写映像作品となった。

## 漫画版
2010年に週刊実話にて行われた 、AV女優原案のストーリーを志峨丘トウキと飛鳥類のタッグで漫画化するリレー連載の第11弾として連載された。
連載終了後は、『麻美ゆまの官能喫茶 〜MID NIGHT ANGEL〜』とタイトルを改め、電子書籍のみの販売となった。

### あらすじ
謎の『ミッドナイトエンジェル』が悪漢を撃退し女の子を救う活躍で話題となっているなか、派遣清掃員の『原田大輔』は、行きつけの喫茶店『cafe YUMA』の看板ウェートレスである『麻美ゆま』に好意を寄せており、彼女目当てで店に通っていた。
ある時、女子大生が友人に芸能事務所の『ルーガー・ドゥ・ミニュイ』の社長達に犯された話を耳に挟む。ルーガー・ドゥ・ミニュイは大輔の派遣先の雑居ビルの中にある芸能事務所だった。
その夜、仕事でその雑居ビルを訪れた大輔は、ルーガー・ドゥ・ミニュイのフロアを覗き、昼間の女子大生達が社長とその部下に襲われているところを目撃してしまう。そこへ、ライダースーツを纏った一人の女性が現れた。
彼女こそ、全ての女の子の味方『ミッドナイトエンジェル』、そしてその正体は看板ウェートレスの『麻美ゆま』だった。

### 登場人物
麻美ゆま（あさみゆま）/ ミッドナイトエンジェル
喫茶店『cafe YUMA』の看板ウェイトレス。美人かつナイスバディの持ち主で、女子大生達の憧れの的でもある。昼はウェイトレスとして働く一方、夜は胸元を強調させた黒いライダースーツを着用し、全ての女の子の味方『ミッドナイトエンジェル』として活躍する。家の屋根へ飛び移るほどの高い身体能力の他、コンドームや灰皿といったその場にあった物を組み合わせて即席の武器を作るなどの器用さを持つ。一方で大輔を間違えて攻撃してしまったり、喫茶店のマッチを落としたことで正体がバレてしまうなど、間の抜けた一面も見られた。ルーガー・ドゥ・ミニュイに正体を知られたことで、そのスタイルの良さからターゲットにされてしまう。
原田大輔（はらだだいすけ）
『cafe YUMA』の常連客。40歳。証券会社で働いていたがリストラに遭い、現在は派遣清掃員をしている。ゆまに想いを寄せており、彼女に会うのを楽しみとしている。少々自惚れ屋の一面があり、「さすが俺」が口癖なほど。ミッドナイトエンジェルの姿を目撃した際に、特徴からゆまが正体であることを確信し、彼女の身を案じてミッドナイトエンジェルをやめるよう説得を試みる。
石渡（いしわたり）
芸能事務所『ルーガー・ドゥミニュイ』の社長。メガネを掛けた小太り体型の男性。強姦を趣味としており、女性を犯すためならば脅迫用のデータのバックアップをとっておくなど、抜け目のない性格。ミッドナイトエンジェルが落としたマッチからゆまが正体であることを知り、ターゲットに定める。
市村（いちむら）
石渡の部下。アロハシャツと短パンが特徴の若い男。ナイフを所持しており、石渡の用心棒をしていると思われる。

## 実写版

### 概要
漫画版が人気を博したことで翌年の2011年に実写化となり、「ミッドナイトエンジェル 〜世直し官能喫茶〜」のタイトルでOV(R-15）が発売された。原案者である麻美ゆま自身が本人役として出演し、カワノゴウシが監督共に脚本を務めた。
ストーリーは漫画版をベースとしつつも、オリジナルキャラが登場する等の脚色がされており、コメディ要素の強いものとなっている。

### あらすじ
深夜。一人のOLが夜道を歩いていると、目の前に突然変態が現れ、OLに襲いかかった。OLが助けを求めたその時、ボンテージを纏った一人の女性が現れる。
「夜を切り裂く悲鳴は、私を呼ぶサイレン−−−。」
彼女こそ、世間を騒がせている全ての女の子の味方『ミッドナイトエンジェル』だった。ミッドナイトエンジェルは必殺技の『おっぱいボンバー』で変態を撃破すると、OLに気をつけて帰るよう、優しく告げるのだった。
翌日、美人ウェイトレスの『ゆま』が経営するカフェ『 YUMA 』ではミッドナイトエンジェルの活躍が話題となっていたが、実はゆまがミッドナイトエンジェルだった。そんなゆまに想いを寄せる派遣清掃員の『大輔』は、ミッドナイトエンジェルと知らずに彼女目当てで足繁く店に通い、ゆまの巨乳が揺れた回数をカウントしたり、ゆまとの妄想を膨らませたりしていた。
その晩、派遣先の芸能事務所『ルーガー・ドゥ・ミニュイ』で清掃を終えた大輔と入れ替わりに、女子大生の『松川志帆』が面接を受けに訪れる。志帆は『部長』と『係長』に裸になるよう迫られた挙句、二人に犯されてしまう。その時、照明が落ちたと思いきや、ミッドナイトエンジェルがその姿を現した。攻撃を仕掛けてきた係長を部長諸共返り討ちにあわせたミッドナイトエンジェルは颯爽と引き上げるが、その時の後ろ姿を大輔に目撃される。
翌日、大輔はゆまにミッドナイトエンジェルの姿を目撃したことを自慢した。ゆまは正体が自分であることを悟られないよう、大輔にミッドナイトエンジェルの特徴を尋ねるが、大輔はゆまの胸がミッドナイトエンジェルのものに似ていると、うっかり彼女の胸に触れてしまい、ゆまから平手打ちを受けてしまった。
その晩、大輔が清掃をしに再びルーガー・ドゥ・ミニュイを訪れると、部長と係長が水着を着た女の子の面接をしていたが、二人は水着を脱ぐよう女の子に迫り、縄で縛ってしまう。大輔は助けようにも、足がすくんで動けなくなってしまう。ミッドナイトエンジェルを呼ぼうと考えるも、連絡先を知らなかったため、途方に暮れる。しかし、彼の頭の上にはゆまの友達である『カブトくん』がおり、カブトくんはゆまの元へ飛んで行くと、ルーガー・ドゥ・ミニュイがまた悪さをしていることを告げる。ゆまはミッドナイトエンジェルとなり、再びルーガー・ドゥ・ミニュイへと乗り込むと、すぐさまおっぱいボンバーを発動しようとするが、部長と係長によって封じられ、囚われてしまう。椅子に縛られたミッドナイトエンジェルは巨乳を露わにされたうえに、部長と係長からの乳首攻めとパンツ越しに秘部を撫でられたことによる快感に悶えてしまう。その時、勇気を振り絞った大輔が掃除道具を振り回して乱入し、ミッドナイトエンジェルを救う。水着の女の子に早く助けるよう急かされた大輔は女の子の縄を解くが、その隙にミッドナイトエンジェルは「ありがとう」とお礼を告げ、立ち去ってしまった。彼女の中で、大輔への好意が芽生えつつあった。
翌日、YUMAを訪れた大輔は、ゆまからミッドナイトエンジェルを救ったことを褒められたうえに、彼女の手料理を出され、更にはゆまの部屋へ招待されたりと、良いことずくめだった。その後、戦闘員のコスチュームを着た男がYUMAへ入店するが、男はゆまの姿を見ると店を後にする。男はルーガー・ドゥ・ミニュイの一員だった。男はルーガー・ドゥ・ミニュイの社長であるピエロのような姿の『総統』にゆまがミッドナイトエンジェルの可能性があることを報告した。
その晩、ゆまのアパートを訪れた大輔はベッドに案内され、ゆまと共に一線を越え、二人は恋人となった。憧れのゆまと両想いになれたことを喜ぶ大輔だが、カブトくんからゆまの元へ、再び変態がOLを襲っているとの連絡が入る。ゆまは、自分がミッドナイトエンジェルであることを大輔に隠すため、キスで睡眠薬を飲ませる。ミッドナイトエンジェルとなり、すぐさま変態を撃破してアパートへと戻るが、大輔の姿は無く、昼間に店を訪れた戦闘員風の男が、勝手にゆまのトイレで用を足していた。ゆまは男を殴りながら、大輔を何処へやったか問い詰める。大輔はミッドナイトエンジェルを誘き寄せる為のエサとして、ゆまが家を空けた隙にルーガー・ドゥ・ミニュイの総統の元へ拉致されてしまったのだ。
大輔を救うべく、ルーガー・ドゥ・ミニュイへ乗り込もうと意気込むゆまだが、太ってしまったことで衣装が着れないというアクシデントが発生してしまう。アンティークバージョンへマイナーチェンジしたカブトくんの指導の下、ゆまはダイエットも兼ねた一週間の特訓で、パワーアップを果たす。
一週間後の夜、ルーガー・ドゥ・ミニュイでは、ミッドナイトエンジェルが大輔を助けに現れないことから見捨てられたと嘲笑う総統達だが、大輔はミッドナイトエンジェルは絶対に来ると信じていた。そこへ、衣装がライダースーツとなってパワーアップした『ミッドナイトエンジェルMark2 』が姿を現す。ミッドナイトエンジェルは総統の指示で攻撃を仕掛けてきた係長と部長を蹴散らし、前回の雪辱を果たす。ミッドナイトエンジェルの強さを目の当たりにした総統は、電話が掛かってきたフリをして自室へと逃げ込む。ミッドナイトエンジェルは大輔に必ず助けることを約束し、総統の部屋へと足を踏み入れた。
部屋では追い詰められたにもかかわらず、余裕な様子でソファに座っている総統が待ち構えており、大輔を救う条件として、ミッドナイトエンジェルとのセックスを要求してきた。当然、ミッドナイトエンジェルは要求を拒否するが、総統は態度を崩さずに「分からず屋さん」と挑発する。怒ったミッドナイトエンジェルが総統に拳を振り下そうとした瞬間、総統は額に掛かっていた前髪を上げ、もう一つの目を見せる。その目を見た瞬間、ミッドナイトエンジェルは身体の自由が効かなくなってしまった。総統は「総統チェ〜ンジ！」と叫んで、よりピエロらしい格好になると、ミッドナイトエンジェルの身体を自分の思い通りに操り、そのまま彼女の動きを拘束してしまう。身体の自由を奪われたミッドナイトエンジェルは背後から総統に股間を押し付けられながら、巨乳を露わにされたうえに、秘部を敏感にされるなど身体を弄ばれ、遂に犯されてしまった。始めは抵抗を見せるミッドナイトエンジェルだったが、やがて快楽に抗えなくなり、遂に自分から総統を欲するようになってしまう。しかし、堕ちる寸前にミッドナイトエンジェルは正気を取り戻した。メカニカルバージョンとなったカブトくんが総統の額の目に覆い被さったことで、術が解けたのだ。そして、カブトくんはそのまま目を攻撃し、総統は痛みに苦しんで、ミッドナイトエンジェルから離れてしまう。総統は何とかカブトくんを引き剥がすも、額の目はたんこぶのように腫れ上がってしまった。総統が痛みに震えている隙に、ミッドナイトエンジェルは特訓で得た新たなる必殺技『おっぱいボンバーハリケーン』を総統に見舞う。技を受けてしまった総統は爆発したことで姿を消してしまった。勝負はミッドナイトエンジェルの勝ちとなった。
その時、ドアが開いて、大輔が倒れる形で入ってきた。ミッドナイトエンジェルは大輔を拘束している縄を解くが、ミッドナイトエンジェルのおっぱいを見た大輔はその正体がゆまであることに気が付く。ゆまは「変装バッチリだったでしょ」と笑い、大輔も笑うのだった。
ルーガー・ドゥ・ミニュイとの決戦の後、大輔はYUMAを手伝うことになった。幸せになれたことを噛み締める二人だったが、虫籠に入っているはずのカブトくんがいないことに気が付く。
その夜、OLが変態から3度目の襲撃にあっていた。OLの悲鳴が轟いたその時、ミッドナイトエンジェルに加え、大輔が以前ミッドナイトが着ていたボンテージを纏った『ミッドナイトおっさん』、そして、カブトくんが人間の姿になった『人間カブトくん』の『ミッドナイトエンジェルズ』が現れた。

### 登場人物
麻美ゆま (あさみゆま)
演 ‐ 麻美ゆま
カフェ『YUMA』を経営する美人ウェイトレスで、バスト96cmの巨乳の持ち主。愛称は「ゆまちん」。昼はウェイトレスとして働く一方、夜は女の子の味方『ミッドナイトエンジェル』として活躍する。部長と係長に囚われた際に、常連客の大輔に助けられたことで彼に好意を抱き、相思相愛となる。ルーガー・ドゥ・ミニュイに拉致されてしまった大輔を救う為に特訓の末、『ミッドナイトエンジェルMark2』へとパワーアップを果たす。
ミッドナイトエンジェル
ゆまが黒いボンテージと紫のスカーフを身に着けた姿。巨乳を武器に変態を蹴散らす。仲間のカブトくんから女性が襲われているとの連絡があると、この姿になり、颯爽と駆けつける。必殺技は地球中のおっぱいエネルギーを自身のおっぱいに集め、敵にぶつけると同時に爆発させる『おっぱいボンバー』。
ミッドナイトエンジェルMark2
ゆまがカブトくんの指導のもと、ダイエットも兼ねた特訓でパワーアップした姿。衣装が胸元をはだけさせたセクシーなライダースーツになっているのが特徴。必殺技は最大時速317kmのスピードで体を回転させて敵に自身のおっぱいをぶつける『おっぱいボンバーハリケーン』。
原田大輔 (はらだだいすけ)
演 ‐ 蘭汰郎
YUMAの常連客。ゆまに想いを寄せており、彼女目当てで店に通っている。職業は派遣清掃員で、常に小さめのバケツとハンディモップを持ち歩いている。気は弱いが困ってる人を見過ごせない優しい性格の持ち主。一方で、ゆまの巨乳が揺れた回数をメモしたり、ゆまとのセックスを妄想したりと、ムッツリスケベな一面もある。ゆまと知らずにミッドナイトエンジェルを救ったことで両想いになるも、ミッドナイトエンジェルの恋人として、ルーガー・ドゥ・ミニュイに拉致されてしまう。
カブトくん
演 ‐ ブルース
ゆまの友達のカブト虫だが、何故か人語を喋ることができる。空を飛び回り、女性が襲われていることをゆまに知らせる。普段は青いヘラクレスオオカブトの姿をしているが、状況に応じて姿を変えることでミッドナイトエンジェルをサポートする。
ルーガー・ドゥ・ミニュイ
係長
演 ‐ ホリケン。
ルーガー・ドゥ・ミニュイの係長。60歳。眼鏡を掛けた冴えない初老の男性。何故か尻部分を切り取った赤いジャージを着ている。
部長
演 ‐ 佐藤良洋
ルーガー・ドゥ・ミニュイの部長。30歳。不良の様なオラオラ口調と、旭日旗が描かれたマスクが特徴。
戦闘員風の男
演 ‐ 不明
その名の通り、特撮ヒーローに出てきそうな戦闘員を思わせるコスチュームが特徴。ルーガー・ドゥ・ミニュイの社員と思われるが、地位は不明。YUMAに入店した際に、ゆまがミッドナイトエンジェルであることを見破った。
総統
演 ‐ けーすけ
ルーガー・ドゥ・ミニュイの社長。青い顔と金髪のロングヘアーが特徴の謎の怪人。普段はピンクのスーツを着用しているが、「総統チェ〜ンジ！」と叫ぶことでピエロのような服装になる。何故か社長と呼ばれるのを嫌っており、部下達に自分のことを「総統」と呼ばせている。額にもう一つの目を持ち、見た者の身体を自分の意思で操る他、相手の性感帯の感度を高める能力を持つ。ミッドナイトエンジェルMark2のセクシーな姿に興奮し、大輔を人質にセックスを要求する。

### その他
OL
演 ‐ 一岡端希
夜道を歩いていたところを、変態に3度も襲われた。
変態
演 ‐ 不明
頭にストッキングを被り、股間を葉っぱで隠した文字通りの変態。懲りない性格なのか、3度も同じOLを狙い、3度もミッドナイトエンジェルに撃退された。
松川志帆 (まつかわしほ)
演 ‐ 宇佐野瞳
21歳の女子大生。ルーガー・ドゥ・ミニュイへ面接を受けるも、係長と部長に犯されてしまう。
水着の女性
演 ‐ 山梨ゆず
水着姿でセクシーなポーズをとってルーガー・ドゥ・ミニュイの面接を受けていた若い女性。係長と部長から水着を脱ぐよう迫られた末に縛られてしまう。

## 用語集
Cafe YUMA
ゆまが経営する喫茶店。実写版ではつけ麺やワイン等の酒類がメニューにある。
ルーガー・ドゥ・ミニュイ
フランス語で「真夜中の狼」を意味する芸能事務所。実態は芸能界に憧れる若い女性を毒牙にかける悪徳芸能事務所である。漫画版では雑居ビル、実写版ではマンションと思わしきところにオフィスを構えている。